# Mistrzostwa Ameryki Północnej, Środkowej i Karaibów w Piłce Siatkowej Kobiet 2001
XVII Mistrzostwa Ameryki Północnej, Środkowej i Karaibów w piłce siatkowej kobiet odbyły się w 2001 roku w Santo Domingo na Dominikanie. W mistrzostwach wystartowało 6 reprezentacji. Mistrzem została po raz trzeci reprezentacja Stanów Zjednoczonych.

## Klasyfikacja końcowa
| Miejsce | Reprezentacja     |
| ------- | ----------------- |
|         | Stany Zjednoczone |
|         | Kuba              |
|         | Dominikana        |
| 4.      | Meksyk            |
| 5.      | Kostaryka         |
| 6.      | Salwador          |